# Finländska mästerskapet i fotboll 1918
Finländska mästerskapet i fotboll 1918 vanns av HJK Helsingfors.

## Finalomgång

### Semifinaler
| Reipas Viborg   | IFK Åbo         | 3-2 |
| HJK Helsingfors | IFK Helsingofrs | 4-1 |

### Final
| HJK Helsingfors | Reipas Viborg | 3-0 |

- HJK Helsingfors finländska mästare i fotboll 1918.